# أولاندا أندرسون
أولاندا أندرسون (بالإنجليزية: Olanda Anderson)‏ (مواليد 16 نوفمبر 1972) هو ملاكم أمريكي، مثّل بلاده في الألعاب الأولمبية الصيفية 2000.

## روابط خارجية
أولاندا أندرسون على موقع بوكس ريك (الإنجليزية) (registration required)
- أولاندا أندرسون على موقع أوليمبيديا (الإنجليزية)